# 帕納約蒂斯·干尼
帕納約蒂斯·干尼（希臘語：Παναγιώτης Γεώργιος Κονέ；1987年7月26日—）是一位希臘足球運動員，在場上的位置是攻擊型中場。